# Russian Woman
Russian Woman (englisch für Russische Frau, Russin) ist ein Popsong, welcher von Ori Avni und Ori Kaplan komponiert, sowie von Manizha getextet und interpretiert wurde. Mit dem Titel vertrat sie Russland beim Eurovision Song Contest 2021 in Rotterdam und erreichte den 9. Platz.

## Hintergrund und Produktion
Manizha trat mit dem Titel erstmals in der Fernsehshow Ewrowidenije 2021 – Nazionalny otbor am 8. März 2021 auf, welche als russische Vorentscheidung für den kommenden Eurovision Song Contest diente. Zuvor waren weder Interpreten noch Lieder bekannt, die in der Show auftreten würden. Manizha trat als letzte von drei Teilnehmern auf und konnte die Show mit knapp 40 % der Telefonanrufe für sich entscheiden.
Manizha schrieb den Text zum Titel laut eigenen Angaben am 8. März 2020 während einer Tournee. Die Musik entstand durch Ori Avni und Ori Kaplan, welche den Titel außerdem produzierten. Der Begleitgesang stammt von Aleksandr Kudinow, Artemi Tschirs, Iyulina und Wassilina Sawoskina.

## Musik und Text
Laut Manizha gehe es im Lied um die Transformation des Selbstwertgefühls der Frauen. Sie seien einen erstaunlichen Weg gegangen, von Bauernhöfen, bis hin zu Fabriken und Weltraumflügen. Laut Musikkritikern enthält der Titel Einflüsse von Hip-Hop, Dance, sowie orientalischer Musik. Die Bridge sei von russischen Volksliedern inspiriert. Der Text ist überwiegend russischsprachig. Lediglich der Refrain enthält die englischsprachigen Zeilen „Every Russian woman needs to know, you're strong enough, you're gonna break the wall“ („Jede Russin muss wissen, dass sie stark genug ist, die Mauer zu durchbrechen“).

## Beim Eurovision Song Contest
Die Europäische Rundfunkunion kündigte am 17. November 2020 an, dass die ausgeloste Startreihenfolge für den 2020 abgesagten Eurovision Song Contest beibehalten werde. Russland trat somit in der ersten Hälfte des ersten Halbfinale am 18. Mai 2021 an. Am 30. März gab der Ausrichter bekannt, dass Russland Startnummer 3 erhalten hat. Das Land konnte sich im Halbfinale für das am 22. Mai stattfindende Finale qualifizieren, startete dort mit der Startnummer 5 und belegte mit 204 Punkten den 9. Platz. Auf der Bühne zeigte sich die Sängerin in einem übergroßen Sarafan, unter welchem sie einen roten Overall trug. Die Idee hierzu stammte von ihrem Regisseur Lado Kwatanija.

## Rezeption

### Kontroverse um Sängerin und Titel

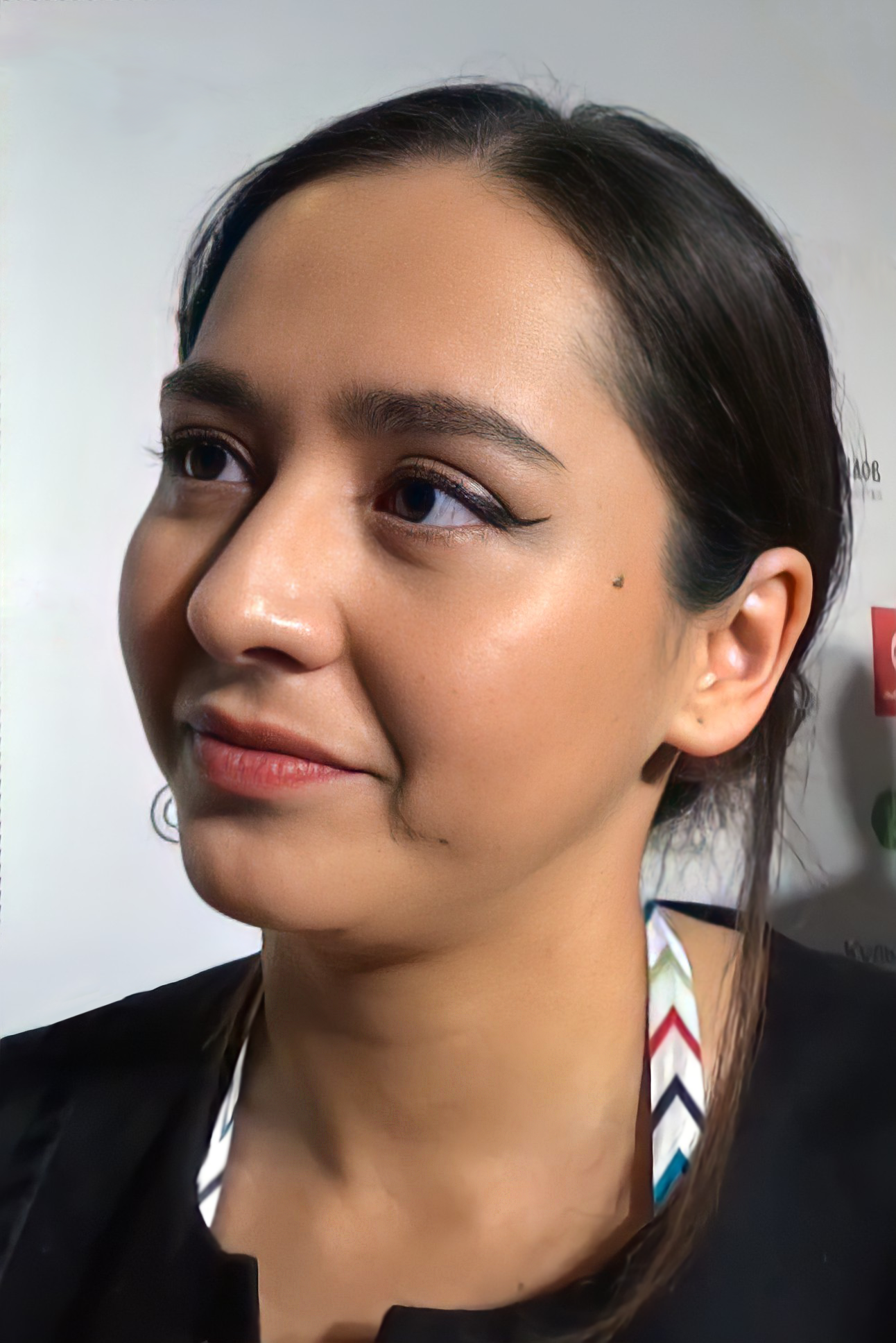
Manizha, 2018

Die Wahl des Titels beim Vorentscheid sorgte für eine hohe Resonanz in der russischen Musikszene sowie in der Politik. So forderten kurz nach der Abstimmung Nutzer im Internet, die Interpretin auszutauschen, bevor es zu spät sei. Als Grund wurden die tadschikischen Wurzeln der Sängerin angeführt. Außerdem wurden die Abstimmungsergebnisse der Show in Frage gestellt. Weiterhin sei der Text für russische Frauen beleidigend sowie die Interpretin russlandfeindlich eingestellt. Dies wurde auch in rassistischen Äußerungen auf der Instagram-Seite von Manizha deutlich. Darüber hinaus wurde ihr negativ ausgelegt, dass sie sich für die Rechte von Migranten, sowie Schwulen und Lesben einsetzt. Abdullo Dawlatow, Vorsitzender des Zentralrats der Tadschiken, nahm die Sängerin daraufhin in Schutz.
Der Musikkritiker Jewgeni Babitschew sagte, er sorge sich darum, wie schnell die Absetzung der Interpretin in den sozialen Medien gefordert wurde, kritisierte jedoch auch den Titel an sich. In Bezug auf den russischsprachigen Text äußerte er, dass im Ausland niemand den Text übersetzen werde und somit die Chance verloren gehe, dem europäischen Publikum die Botschaft des Titels mitzuteilen. Weiterhin bemängelte er, dass der Titel wie eine kombinierte Demoversion von zwei verschiedenen Songs klinge. Der Kritiker Pawel Rudtschenko meinte, dass das Lied der Sängerin nicht die Möglichkeit gebe, ihre Stimme zur Geltung zu bringen. Journalistin Ilja Legostajew sieht Russian Woman positiver und ist der Ansicht, dass die Zuschauer den charismatischsten und interessantesten Beitrag ausgewählt haben. Ilja Krolewski von Lenta.ru betonte, dass das Lied am Internationalen Frauentag ausgewählt wurde. Dank der russischen Zuschauer, werde das Land von einer Künstlerin repräsentiert, welche Werte vertrete, die manche aus irgendeinem Grund immer noch „westlich“ nannten.
Die russische Generalstaatsanwaltschaft erreichte Mitte März der Antrag, das Lied auf mögliche ungesetzliche Inhalte zu überprüfen und Ermittlungen wegen des Verstoßes gegen § 282 des Strafgesetzbuches einzuleiten. Weitere teils heftige Kritik kam von hochrangigen Politikern wie Walentina Matwijenko und Witali Milonow.

### Internationale Kritik
Laut des Fan-Magazins Wiwibloggs habe es einen Titel wie Russian Woman aus lyrischer und stilistischer Sichtweise nicht vorher beim Eurovision Song Contest gegeben. Der Titel könnte aufgrund seiner verschiedenen Einflüsse auf manche Hörer durcheinander wirken, dennoch funktioniere er sehr gut. Allerdings benötigte der Titel eine gute Choreografie, um in Erinnerung zu bleiben. Der deutsche Blog ESC Kompakt schreibt, dass Russland einen Titel „mit einer ernsthaften, zeitgemäß und glaubwürdig getexteten und dargebotenen Botschaft“ zum Wettbewerb entsendet. Jedoch wurde angemerkt, dass das Lied entweder sehr erfolgreich abschneiden könne, aber auch scheitern könnte.

## Veröffentlichung
Der Titel wurde am 19. März 2021 als Musikstream veröffentlicht.